# Brunópolis
Brunópolis est une ville brésilienne de l'intérieur de l'État de Santa Catarina.

## Géographie
Brunópolis se situe par une latitude de 27° 18′ 21″ sud et par une longitude de 50° 52′ 06″ ouest, à une altitude de 843 mètres.
Sa population était de 2 852 habitants au recensement de 2010. La municipalité s'étend sur 336 km2.
Elle fait partie de la microrégion de Curitibanos, dans la mésoregion Serrana de Santa Catarina.

## Villes voisines
Brunópolis est voisine des municipalités (municípios) suivantes :
- Frei Rogério
- Curitibanos
- São José do Cerrito
- Vargem
- Campos Novos